# Jan Schenkman
Jan Schenkman (Ámsterdam, 1 de octubre de 1806 - Ámsterdam, 4 de mayo de 1863) fue un profesor holandés, poeta, autor de libros para niños y humorista. 

## Vida y obra
Jan Schenkman fue hasta 1849 maestro en la escuela privada en el Anjeliersgracht, actualmente Westerstraat (Ámsterdam). Fue un miembro destacado de la Sociedad para el Bienestar Público (Maatschappij tot Nut van 't Algemeen). 
Cuenta la historia de la celebración de Sinterklaas por primera vez, de una forma coherente, en un libro de imágenes. En su obra Sint Nikolaas en zijn knecht - San Nicolás y su paje (Ámsterdam, 1850 y reimpresiones hasta 1907)- incorporó elementos conocidos como el caballo, cabalgar sobre los tejados, la entrega de regalos a través de la chimenea y Sinterklas viniendo desde España. Pero también introdujo nuevos elementos: el barco de vapor en el que San Nicolás llega a Ámsterdam y el paje- originándose en ese momento la figura de Zwarte Piet o Pedrito- como asistente del santo. 
Jan Schenkman escribió el texto del Sinterklaaslied (canción de Sinterklaas) Zie, ginds komt de stoomboot / uit Spanje weer aan ( "Mira, allí viene el barco de vapor / desde España de nuevo"), con la melodía de Im Märzen der Bauer (En la agricultura).

### Obras de  Schenkman
- Sint Nicolaas en zijn knecht (San Nicolás y su paje), 1850
- Otra edición de Sint Nicolaas en zijn knecht, 1850